# Thatta
Thatta, miasto w Pakistanie, w prowincji Sindh, położone ok. 100 km na wschód od Karachi. Znajdująca się tu nekropolia, położona na wzgórzu Makli, została w roku 1981 wpisana na listę światowego dziedzictwa UNESCO.